# Governo Blum III
Il Governo Blum III è stato in carica dal 16 dicembre 1946 al 16 gennaio 1947, per un totale di un mese.
È stato il primo governo della Quarta Repubblica francese e l'ultimo governo francese guidato da un premier (Léon Blum) già stato in carica durante la Terza Repubblica.
Il governo, definito giornalisticamente "governo di San Silvestro" (in francese: Gouvernement de la Saint-Sylvestre) per la sua natura transitoria, vide l'introduzione della nuova Costituzione e l'inizio della Guerra d'Indocina.

## Consiglio dei Ministri
Il governo, composto da 14 ministri (oltre al presidente del consiglio ed il sottosegretario alla presidenza), vedeva partecipi:
| Carica                                                 | Titolare | Titolare               | Partito | Durata               |
| ------------------------------------------------------ | -------- | ---------------------- | ------- | -------------------- |
| Presidente del Governo Provvisorio                     |          | Léon Blum              | SFIO    | Dal 16 dicembre 1946 |
|                                                        |          |                        |         |                      |
| Ministro degli Affari Esteri                           |          | Léon Blum              | SFIO    | Dal 16 dicembre 1946 |
| Ministro dell'Interno                                  |          | Édouard Depreux        | SFIO    | Dal 16 dicembre 1946 |
| Ministro della Giustizia                               |          | Paul Ramadier          | SFIO    | Dal 16 dicembre 1946 |
| Ministro della Difesa Nazionale                        |          | André Le Troquer       | SFIO    | Dal 16 dicembre 1946 |
| Ministro dell'Economia Nazionale                       |          | André Philip           | SFIO    | Dal 16 dicembre 1946 |
| Ministro della Produzione Industriale                  |          | Robert Lacoste         | SFIO    | Dal 16 dicembre 1946 |
| Ministro dei Trasporti e dei Lavori Pubblici           |          | Jules Moch             | SFIO    | Dal 16 dicembre 1946 |
| Ministro dell'Istruzione Nazionale                     |          | Marcel-Edmond Naegelen | SFIO    | Dal 16 dicembre 1946 |
| Ministro della Sanità Pubblica                         |          | Pierre Ségelle         | SFIO    | Dal 16 dicembre 1946 |
| Ministro del Lavoro                                    |          | Daniel Mayer           | SFIO    | Dal 16 dicembre 1946 |
| Ministro dell'Agricoltura                              |          | Robert Prigent         | MRP     | Dal 16 dicembre 1946 |
| Ministro delle Poste e Telecomunicazioni               |          | Eugène Thomas          | SFIO    | Dal 16 dicembre 1946 |
| Ministro dei Reduci e delle Vittime di guerra          |          | Max Lejeune            | SFIO    | Dal 16 dicembre 1946 |
| Ministro della Francia d'Oltremare                     |          | Marius Moutet          | SFIO    | Dal 16 dicembre 1946 |
|                                                        |          |                        |         |                      |
| Sottosegretario di Stato alla Presidenza del Consiglio |          | Albert Gazier          | SFIO    | Dal 16 dicembre 1946 |